# Élections législatives de 1876 dans les Deux-Sèvres
 (avril 2021).
Si vous disposez d'ouvrages ou d'articles de référence ou si vous connaissez des sites web de qualité traitant du thème abordé ici, merci de compléter l'article en donnant les références utiles à sa vérifiabilité et en les liant à la section « Notes et références ».
Les élections législatives de 1876 ont eu lieu les 20 février et 5 mars 1876.

## Députés élus
|   | Circonscription | Député élu                   |  | Groupe parlementaire |
| - | --------------- | ---------------------------- |  | -------------------- |
| 1 | Bressuire       | Julien de La Rochejaquelein  |  | Légitimiste          |
| 2 | Melle           | Émile Aymé de La Chevrelière |  | Légitimiste          |
| 3 | 1re de Niort    | Antonin Proust               |  | Union républicaine   |
| 4 | 2e de Niort     | Armand Petiet                |  | Appel au peuple      |
| 5 | Parthenay       | Nelzir Allard                |  | Appel au peuple      |

## Résultats à l'échelle du département
| Partis         | Partis                | Premier tour | Premier tour | Deuxième tour | Deuxième tour | Sièges |
| Partis         | Partis                | Voix         | %            | Voix          | %             | Sièges |
| -------------- | --------------------- | ------------ | ------------ | ------------- | ------------- | ------ |
|                | Républicains modérés  | 27 505       | 35,29        | 8 779         | 49,38         | 0      |
|                | Légitimistes          | 22 855       | 29,32        | 8 998         | 50,62         | 2      |
|                | Bonapartistes         | 18 659       | 23,94        |               |               | 2      |
|                | Républicains radicaux | 7 529        | 9,66         | 1             |               |        |
|                | Constitutionnel       | 1 389        | 1,78         | 0             |               |        |
|                |                       |              |              |               |               |        |
| Inscrits       | Inscrits              | 96 949       | 100,00       | 20 966        | 100,00        | 5      |
| Votants        | Votants               | 78 573       | 81,05        | 17 889        | 85,32         |        |
| Abstentions    | Abstentions           | 18 376       | 18,95        | 3 077         | 14,68         |        |
| Blancs et nuls | Blancs et nuls        | 636          | 0,81         | 112           | 0,63          |        |
| Exprimés       | Exprimés              | 77 937       | 99,19        | 17 777        | 99,37         |        |

## Résultats par arrondissement

### Arrondissement de Bressuire
| Candidats      | Candidats                   | Étiquette          | Premier tour | Premier tour | Deuxième tour | Deuxième tour |
| Candidats      | Candidats                   | Étiquette          | Voix         | %            | Voix          | %             |
| -------------- | --------------------------- | ------------------ | ------------ | ------------ | ------------- | ------------- |
|                | Julien de La Rochejaquelein | Légitimiste        | 7 201        | 42,41        | 8 998         | 50,62         |
|                | Bathilde Bernard            | Républicain modéré | 7 007        | 41,27        | 8 779         | 49,38         |
|                | Leroux                      | Bonapartiste       | 2 771        | 16,32        |               |               |
|                |                             |                    |              |              |               |               |
| Inscrits       | Inscrits                    | Inscrits           | 20 966       | 100,00       | 20 966        | 100,00        |
| Votants        | Votants                     | Votants            | 16 981       | 80,99        | 17 889        | 85,32         |
| Abstention     | Abstention                  | Abstention         | 3 985        | 19,01        | 3 077         | 14,68         |
| Blancs et nuls | Blancs et nuls              | Blancs et nuls     | 2            | 0,01         | 112           | 0,63          |
| Exprimés       | Exprimés                    | Exprimés           | 16 979       | 99,99        | 17 777        | 99,37         |

### Arrondissement de Melle
| Candidats      | Candidats                    | Étiquette          | Premier tour | Premier tour |
| Candidats      | Candidats                    | Étiquette          | Voix         | %            |
| -------------- | ---------------------------- | ------------------ | ------------ | ------------ |
|                | Émile Aymé de La Chevrelière | Légitimiste        | 10 023       | 53,06        |
|                | Henri Giraud                 | Républicain modéré | 8 868        | 46,94        |
|                |                              |                    |              |              |
| Inscrits       | Inscrits                     | Inscrits           | 23 164       | 100,00       |
| Votants        | Votants                      | Votants            | 19 064       | 82,30        |
| Abstention     | Abstention                   | Abstention         | 4 100        | 17,70        |
| Blancs et nuls | Blancs et nuls               | Blancs et nuls     | 173          | 0,91         |
| Exprimés       | Exprimés                     | Exprimés           | 18 891       | 99,09        |

### Arrondissement de Niort

#### 1recirconscription de Niort
| Candidats      | Candidats          | Étiquette          | Premier tour | Premier tour |
| Candidats      | Candidats          | Étiquette          | Voix         | %            |
| -------------- | ------------------ | ------------------ | ------------ | ------------ |
|                | Antonin Proust     | Union républicaine | 7 529        | 51,75        |
|                | Mosnier d'Availles | Bonapartiste       | 5 631        | 38,70        |
|                | Octave d'Assailly  | Constitutionnel    | 1 389        | 9,55         |
|                |                    |                    |              |              |
| Inscrits       | Inscrits           | Inscrits           | 17 871       | 100,00       |
| Votants        | Votants            | Votants            | 14 672       | 82,10        |
| Abstention     | Abstention         | Abstention         | 3 199        | 17,90        |
| Blancs et nuls | Blancs et nuls     | Blancs et nuls     | 123          | 0,84         |
| Exprimés       | Exprimés           | Exprimés           | 14 549       | 99,16        |

#### 2ecirconscription de Niort
| Candidats      | Candidats      | Étiquette                | Premier tour | Premier tour |
| Candidats      | Candidats      | Étiquette                | Voix         | %            |
| -------------- | -------------- | ------------------------ | ------------ | ------------ |
|                | Armand Petiet  | Bonapartiste             | 7 082        | 55,86        |
|                | Amable Ricard  | Républicain conservateur | 5 595        | 44,14        |
|                |                |                          |              |              |
| Inscrits       | Inscrits       | Inscrits                 | 14 747       | 100,00       |
| Votants        | Votants        | Votants                  | 12 791       | 86,74        |
| Abstention     | Abstention     | Abstention               | 1 956        | 13,26        |
| Blancs et nuls | Blancs et nuls | Blancs et nuls           | 114          | 0,89         |
| Exprimés       | Exprimés       | Exprimés                 | 12 677       | 99,11        |

### Arrondissement de Parthenay
| Candidats      | Candidats      | Étiquette          | Premier tour | Premier tour |
| Candidats      | Candidats      | Étiquette          | Voix         | %            |
| -------------- | -------------- | ------------------ | ------------ | ------------ |
|                | Nelzir Allard  | Bonapartiste       | 8 806        | 59,34        |
|                | Louis Ganne    | Républicain modéré | 6 035        | 40,66        |
|                |                |                    |              |              |
| Inscrits       | Inscrits       | Inscrits           | 20 201       | 100,00       |
| Votants        | Votants        | Votants            | 15 065       | 74,58        |
| Abstention     | Abstention     | Abstention         | 5 136        | 25,42        |
| Blancs et nuls | Blancs et nuls | Blancs et nuls     | 224          | 1,49         |
| Exprimés       | Exprimés       | Exprimés           | 14 841       | 98,51        |